# Municipio Ixtapan de la Sal
Koordinaten: 18° 50′ N, 99° 41′ W
Ixtapan de la Sal ist ein Municipio im mexikanischen Bundesstaat México. Die Gemeinde hatte im Jahr 2010 33.541 Einwohner, ihre Fläche beträgt 111,2 km².
Verwaltungssitz und größter Ort des Municipios ist das gleichnamige Ixtapan de la Sal, die nächstgrößeren Orte im Municipio sind Tecomatepec, San Alejo und Ahuacatitlán.

## Geographie
Ixtapan de la Sal liegt im Süden des westlichen Teiles des Bundesstaates México, etwa 50 km südlich Toluca de Lerdos auf 1924 bis 2020 m Seehöhe.
Das Municipio Ixtapan de la Sal grenzt an die Municipios Coatepec Harinas, Villa Guerrero, Zumpahuacán, Tonatico und Zacualpan sowie an den Bundesstaat Guerrero.